# 斯萊頓維爾 (阿肯色州)
斯萊頓維爾（英語：Slaytonville）是位於美國阿肯色州錫巴斯琴縣的一個非建制地區。該地的面積和人口皆未知。

## 地理
斯萊頓維爾的座標為35°06′38″N 94°26′19″W / 35.11056°N 94.43861°W，而該地的平均海拔高度為199米（即653英尺）。